# Олтени (Улиешти)
Олтени (рум. Olteni) насеље је у Румунији у округу Дамбовица у општини Улиешти. Oпштина се налази на надморској висини од 165 m.

## Становништво
Према подацима из 2002. године у насељу је живело 185 становника, од којих су сви румунске националности.